# 釣り銭
釣り銭（つりせん）とは、商品を買うとき、商品より高い額面の金銭で支払った場合に受け取る差額分の金銭。俗にお釣り（おつり）と呼ばれる。

## 概要
釣り銭は、商品に支払われた対価の余剰部分を客に返すこと、およびこれによって支払われた金銭である。特に高額の紙幣などに対し、小額の紙幣および硬貨などの組み合わせによって差額と等しい所定の金額とされる。
ただ、釣り銭は多くの場合において、客自身がそれまで持っていた貨幣よりも小額の紙幣や小銭（貨幣）になりがちで、これは財布の中の小額紙幣や小銭を増加させ、物理的に財布の持つ許容容積を埋め、持ち運びの便を損なう傾向がある。このため、適時両替によってより大きな額面の貨幣に交換してもらったり、あるいは他の買い物で小額の桁の貨幣が必要な際、積極的に支払いに使われる。
こういったシステムは、秤量貨幣のような額面が設定されず貴金属そのものの価値で通用していた時代には、その貨幣を文字通り切遣いして釣り銭とすることも行なわれた。しかし、地金の価値ではなく額面でその価値が決定される種類の貨幣（名目貨幣）では、切ってしまった時点で貨幣としての価値が損なわれるうえ、釣り銭としても代金としても意味を成さなくなるため、少額貨幣を組み合わせて支払われる様式に変わった。

## 釣り銭の計算
釣り銭の計算は、客の支払った金額が商品価格を超える場合に、減法によって求められる。この計算は古くは人間自身の思考能力を使った暗算および機械式を含む計算器（そろばんや歯車式計算機など）によって算出されたが、今日では自動販売機から自動化されたキャッシュレジスターにみられるように、自動装置によって支払われる紙幣や貨幣が取り出し口に用意されるよう作られた機器も利用されている。
このように釣り銭の計算は減算が基本であるが、中には加算によって釣り銭の額を計算する人もいる。例として、3,800円の商品に対して客が5,000円札を出した場合、店員は3,800円の商品に100円硬貨を2枚、1,000円札を1枚「加算」して、3,800円+1,200円で客から受け取った5,000円と等しいということで釣り銭の額を計算する。欧米の商店で多く見受けられる。また足し算に比べて引き算が苦手な人がこの方法を取ることがある。
釣り銭を予測して、計算しやすい、あるいは少額貨幣を受け取りやすいことを考えて支払い金額を決めるといったことも行われる。例として、920円の商品を購入した際に、1,000円札のみで支払うと釣り銭は80円であるが、50円硬貨1枚と10円硬貨3枚の最低4枚の貨幣により払われることになる。これを避けるために、あらかじめ10円硬貨2枚を加えて1,020円支払うことにより、釣り銭をきりのよい100円にするということが行われる。これにより、受け取る硬貨が1枚になることが期待できるほか、財布にある10円硬貨2枚を使ってしまうこともできる。
小銭を減らすための支払いとして、5円硬貨や50円硬貨、500円硬貨でお釣りを貰う方法で支払う人もいる。例として、680円の買い物をしたとき、1,180円を支払い、500円硬貨1枚でお釣りを貰う、730円を支払い、50円硬貨1枚でお釣りを貰うなどだ。さらには小銭の状況次第では1,230円を支払い、550円のお釣りを貰う、1,200円を支払い、520円のお釣りを貰うというケースもある。
また、その逆で5円硬貨、50円硬貨、500円硬貨を2枚以上持ちたくない場合は、440円の買い物をして、40円がないときは550円を支払う。これにより、50円玉は消費できる。
ただし、小銭を減らすための支払い方は場合によると店員が困惑するケースもあるので注意が必要である。

## 釣り銭の準備
店の営業を行うに際しては、予め釣り銭を準備しておかなければならない。この釣り銭用に予め準備されているお金のことを釣銭準備金という。
釣銭準備金が少ないと営業に際して客に迷惑を掛けることになり好ましくないが、逆に多すぎると企業の資金繰りに悪影響を与え、防犯上も問題を起こすことになる。多くの企業・店舗で釣銭準備金は手間の掛かる問題となっている。このため釣り銭を準備・提供することそのものが事業として成り立つものとなっている。
また、釣り銭の計算や渡す額を間違えることにより、売り上げと現金の出入りが一致しないという問題もあり、コンビニエンスストアでは1店あたり月額3,000円ほど発生するという。こうした問題は店舗側にとって電子マネーを採用する理由の1つともなっている。
商店によってはストックされている釣銭準備金の少額貨幣に限度があり、商品の売り買いを続けていくと少額貨幣が不足することもある。この場合には、銀行など両替商で少額貨幣が調達されるが、それでも間に合わない場合は、しばしば、より小額の額面の貨幣の組み合わせで釣り銭を支払ったり、または顧客に対して小銭での支払いを求めることが行なわれる。
特に駄菓子屋のような少額商品を主体として扱うところでは、余りに額面の大きな紙幣で支払おうとすると、あまりそういった支払いを想定した用意が無いため、厭われることもある。

## 電子マネー等の普及
釣り銭として渡される少額貨幣が溜まりすぎると煩わしいという側面もあり、実体のある貨幣から実体の無い電子データに金銭価値を置き換えた電子マネーなど、釣り銭の必要ではないシステムの導入も始まっており、またプリペイドカードのように、カードに記録された額面（金銭データ）から商品購入時の対価を差し引き、その残りをデータとして記録する様式も見られる。

## 自動販売機における対応
自動販売機や自動券売機などの機械においても、釣り銭を計算して払い戻す機能が付いているものが多い。しかし機種によっては、技術的な問題などから釣り銭を払い戻す機能が無く、一定の硬貨のみしか受け入れる能力が無いものや、商品の価格を上回る額面の現金が投じられたことを検知して販売できるだけで釣り銭を返す能力がないものもある。
自動販売機においても、あらかじめ釣り銭は準備しておく。この際に硬貨や紙幣の額面別に機械に収容するようになっていることがあり、その場合店員や駅員が入れるべき場所を間違えて釣り銭用の硬貨や紙幣を機械に投入すると、機械が正しく釣り銭を計算しても出てくる釣り銭の額は間違ったものとなる。また機械によっては、客が投入した現金を自動的に分別して収納し、次の客の釣り銭に利用できるようになっているものがある。
自動販売機においては、ガムや粘着テープなどを釣り銭返却口に仕掛けておき、他人の釣り銭をくっつけて盗む犯罪が行われることがあり、返却口に何かが詰まっていないか、返却された釣り銭の額が正しいかを確認することが対策として行われている。